# دریاچه تنایا

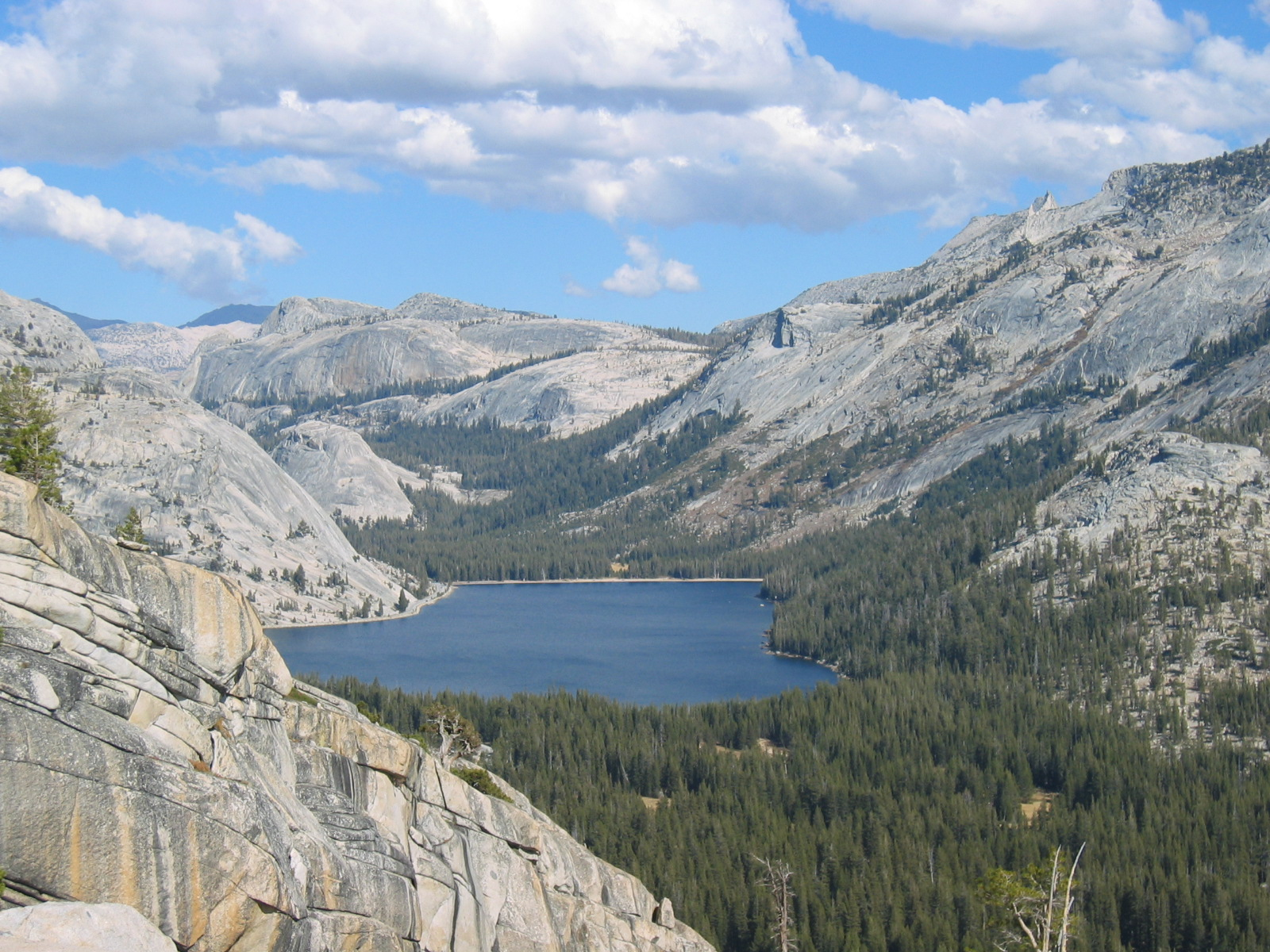
دریاچه تنایا.

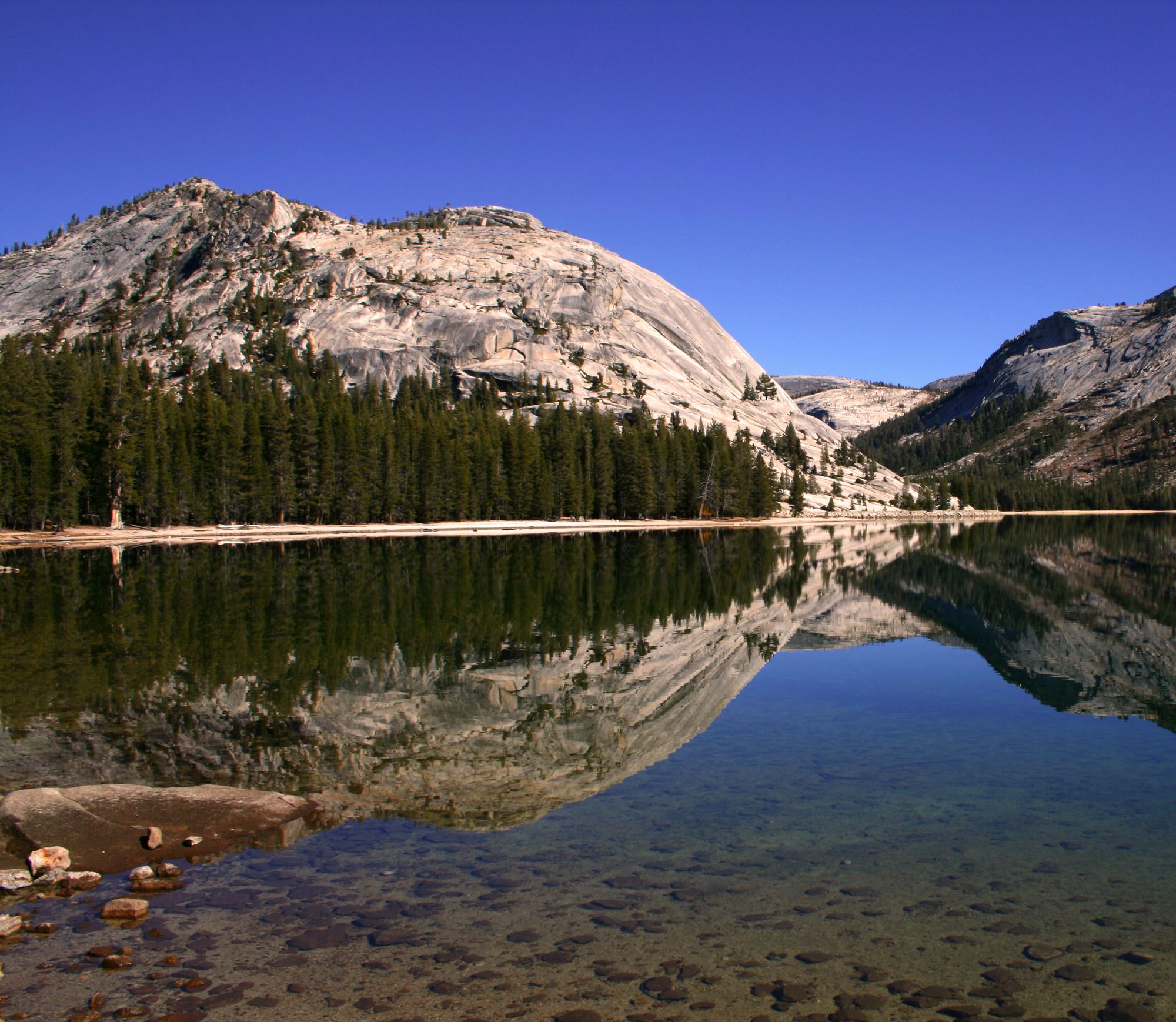
دریاچه تنایا.

دریاچه تنایا (Tenaya) نام دریاچه‌ای است که در پارک ملی یوسیمیتی در ایالت کالیفرنیا در ایالات متحده آمریکا واقع گردیده‌است. این دریاچه بین مرغزار تولومن و دره یوسمیتی قرار دارد.
دریاچه تنایا توسط شاخه تنایا از یخچال طبیعی تولومن و در زمانی که این یخچال از دره تنایا می‌گذشته پدید آمده‌است.
برون‌ریز دریاچه، جوی تنایا نام دارد که از طریق دره تنایا به دره یوسمیتی جریان می‌یابد.
بلندای سطح دریاچه تنایا ۲٬۴۸۴ متر (۸٬۱۵۰ فوت) است.
نام این دریاچه از نام تنایا، یکی از رئیسان قبیله سرخ‌پوست منطقه گرفته شده که در کرانه‌های این دریاچه با تیپ ماریسپو رویارو شد. تنایا به مهاجران آمریکایی گفت که این دریاچه نام دارد و نامش پی-وی-آک (دریاچه صخره‌های درخشان) است و به نام‌گذاری جدید اعتراض کرد.
این نام اصلی هم‌اینک بر روی پلاکی بر یک گنبد گرانیتی در خاور دریاچه نقش شده‌است.